# 226. Infanterie-Division (Deutsches Kaiserreich)
Die 226. Infanterie-Division war ein Großverband der Preußischen Armee innerhalb des Deutschen Heeres im Ersten Weltkrieg.

## Geschichte
Die Division wurde am 25. November 1916 an der Ostfront zusammengestellt und war dort bis Ende des Ersten Weltkriegs im Einsatz. Nach Kriegsende trat sie im Verbund mit der Heeresgruppe Mackensen vom Balkan aus den Rückmarsch über Ungarn in die Heimat an. Dort erfolgte die Demobilisierung und schließlich die Auflösung der Division.

### Gefechtskalender

#### 1916
- ab 29. November – Stellungskämpfe zwischen Krewo-Smorgon-Naratschsee-Tweretsch

#### 1917
- bis 17. September – Stellungskämpfe zwischen Krewo-Smorgon-Naratschsee-Tweretsch
  - 23. Januar bis 3. Februar – Winterschlacht an der Aa (Teile der Division)
  - 19. bis 27. Juli – Abwehrschlacht Smorgon-Krewo
- 18. September bis 5. Dezember – Stellungskämpfe zwischen Njemen-Beresina-Krewo-Smorgon-Narotschsee-Tweretsch
- 06. bis 17. Dezember – Waffenruhe
- ab 17. Dezember – Waffenstillstand auf der rumänischen Front

#### 1918
- bis 18. Februar – Waffenstillstand auf der rumänischen Front
- 18. Februar bis 3. März – Verfolgungskämpfe durch Weißruthenien
- 03. März bis 26. April – Okkupation großrussischen Gebietes
- 07. Mai bis 11. November – Okkupation von Rumänien
  - 18. Oktober bis 11. November – Donauschutz
- ab 12. November – Rückmarsch in die Heimat

## Kriegsgliederung vom 24. März 1918
- 5. Landwehr-Infanterie-Brigade
  - Landwehr-Infanterie-Regiment Nr. 2
  - Landwehr-Infanterie-Regiment Nr. 9
  - Infanterie-Regiment Nr. 427
  - 1. Eskadron/Jäger-Regiment zu Pferde Nr. 4
- Artillerie-Kommandeur Nr. 226
  - Reserve-Feldartillerie-Regiment Nr. 64
- Divisions-Nachrichten-Kommandeur Nr. 227

## Kommandeure
| Dienstgrad             | Name                  | Datum                               |
| ---------------------- | --------------------- | ----------------------------------- |
| Generalleutnant        | Hans Hugo von Oertzen | 24. November 1916 bis 3. April 1918 |
| General der Kavallerie | Alfred von Kühne      | 04. April 1918 bis 10. Februar 1919 |